# Пионеры Эдисона
«Пионеры Эдисона» были группой бывших работников и других сотрудников Томаса Эдисона. «Пионеры» встретились впервые в день 71-летия Эдисона, 11 февраля 1918 года. На первой встрече присутствовало 37 человек, но сам Эдисон отсутствовал; было объявлено, что он был «вовлечён в важную государственную службу». Предполагалось, что он работал над военным проектом, поскольку ещё шла Первая мировая война. Вторая встреча «Пионеров» состоялась в 1920 году, и на ней присутствовал сам Эдисон.

## Члены
- Эдвард Гудрич Атчесон (1856—1931)
- Уильям Саймс Эндрюс (1847—1929)
- Джон И. Беггс (1847—1925)
- Джеймс Бурк (1873—1940)
- Джордж В. Делани (умер в 1933 году)
- Чарльз Л. Эйдлитз — управляющий предприятием
- Уильям Джозеф Хаммэр
- Сэмюэл Инсулл
- Френсис Джел
- Оскар Джунггрен
- Исаак Кралл
- Луис Говард Латимер
- Томас Коммерфорд Мартин (1856—1924)
- Джордж Ф. Моррисон (1867—1943), Вице-президент компании General Electric
- Г. В. Нельсон
- Чарльз Э. Паттисон
- Фредерик А. Шеффлер
- Элмер Амброуз Сперри (1860—1930)
- Френсис Роббинс Оптон — первый президент
- Теодор Вандевентер

## Другие ранние сотрудники Эдисона
Некоторые другие ранние сотрудники без доказательств того, что они присоединились к организации:
- Чарльз Батчелор (1845—1910) — «главный экспериментальный помощник»
- Уильям Кеннеди Диксон (1860—1935), создатель немого кино.
- Френк Дайер
- Генри Форд
- Миллер Риис Натчисон (1876—1944), изобретатель слухового аппарата
- Эдвард Гибберт Джонсон
- Артут Э. Кеннели (1861—1939), инженер и учитель
- Джон Круези
- Эдвин Стентон Портер
- Фрэнк Джулиан Спрейг[1]
- Никола Тесла